# MÁV IIIq
Die Dampflokomotivreihe MÁV IIIq war eine Güterzug-Schlepptenderlokomotivreihe der ungarischen Staatsbahn (MÁV), die auch von der Kaschau-Oderberger Bahn (KsOd) beschafft wurde.
Die IIIq war eine der Baureihen der MÁV, die sehr hohe Stückzahlen erreichte.
Alle Maschinen wurden von der MÁVAG im Zeitraum von 1893 bis 1907 geliefert.
Die Verbundmaschinen hatten Innenrahmen und Außensteuerung.
Um eine Anpassung an die verschiedenen Kohlesorten und Schlepplasten zu ermöglichen, wurden veränderbare Durchmesser der Blasrohreinströmöffnungen versucht.
Der Mechanismus erwies sich aber als zu kompliziert, sodass er später gegen Blasrohre mit Klappen getauscht wurde.
Durch die überhängende Feuerbüchse ergab sich ein unruhiger Lauf der Maschinen.
Ein Teil der 247 Exemplare wurde um 1910 auf Brotankessel umgebaut.
Die Loks erhielten bei der MÁV die Bezeichnung IIIq 3141–3387.
Ab 1911 wurden sie als 325,001–247 eingereiht.
Die KsOd bestellte ebenfalls 35 Fahrzeuge der Bauart IIIq bei der MÁVAG in Budapest.
Sie wurden als IIIq 251–285 bezeichnet.
Die von 1899 bis 1909 gelieferten Maschinen konnten jedoch die geforderten Leistungen für die Erz- und Kohletransporte über den Jablunkapass nicht erbringen.
Da mit bis zu zwei Vorspannlokomotiven dieser Reihe gefahren werden musste, entschied sich die KsOd für die Anschaffung der Reihe VIm.
Bei der Verstaatlichung der KsOd 1924 kamen alle Fahrzeuge zur ČSD, die ihnen die Bezeichnung 334.301–335 gab und sie bis in die 1950er-Jahre im Einsatz hatte.